# Mussaenda parviflora
Mussaenda parviflora är en måreväxtart som beskrevs av Friedrich Anton Wilhelm Miquel. Mussaenda parviflora ingår i släktet Mussaenda och familjen måreväxter. Inga underarter finns listade i Catalogue of Life.